# Ночь в магазине ужастиков
«Ночь в магазине ужастиков» (англ. Spirit Halloween: The Movie) — американский семейный фэнтезийно-приключенческий фильм, события которого разворачиваются преимущественно в розничном магазине знаменитой сезонной сети Spirit Halloween, торгующей игрушками и символикой, связанной с праздником Хэллоуин. Премьера картины в широком российском кинопрокате запланирована на 20 октября 2022 года. Spirit Halloween: The Movie — это американское название фильма. Его международное название — Spooky Night.

## Сюжет
Согласно сюжету фильма, в небольшом американском городке открывается розничный магазин знаменитой сети игрушек и сувениров Spirit Halloween. Группа школьных друзей решает ночью устроить в этом магазине вечеринку. Они не знают, что в ночь на Хэллоуин сюда планирует забрести дух злобного магната Алекса Виндзора.

## В ролях
- Кристофер Ллойд — Алекс Виндзор
- Рэйчел Ли Кук — Сью
- Мариса Рейс — Кэйт
- Дилан Фрэнкел — Карсон
- Джейден Дж.Смит — Бо
- Донован Колан — Джэйк

## Производство
Съемки фильма проходили в торговом центре Martha Berry в городе Рим, штат Джорджия, США, а также на принадлежащей сети Spirit Halloween локации Toys r Us. Подготовительный период работы над фильмом начался 11 декабря 2019 года, а сами съемки закончились 29 ноября 2021 года.
«Одна из причин, по которой я сразу же увлекся сценарием фильма, заключается в том, что он во многом вдохновлен некоторыми из моих любимых детских приключенческих фильмов, таких как „Балбесы (фильм)“, „Гремлины“, „Взвод чудовищ“ и многими другими замечательными картинами, снятыми компанией Стивена Спилберга Amblin Entertainment», — рассказал продюсер фильма и президент компании Strike Back Studios Нур Ахмед.